# Zenonia 2
Zenonia 2: The Lost Memories es secuela del videojuego Zenonia, un juego de rol y acción desarrollado, creado y distribuido por Gamevil para iOS y Android. Lanzado en la App Store el 29 de marzo de 2010, en Android Market el 24 de diciembre de 2010, y en Amazon Appstore a principios de 2011.

## Historia
El prólogo del juego explica que cuatro héroes recibieron la tarea de proteger el sello del malvado dragón Ladon luego de los eventos del primer juego, ya que Regret no se encuentra en ninguna parte. Sin embargo, los humanos han sido corrompidos lentamente, por lo que los dioses de Zenonia no tuvieron más alternativa que borrar las memorias de todos en la tierra para restaurar la paz usando el «árbol de la vida». Ahora, los residentes del castillo Deva deberán buscar una forma de restaurar sus memorias perdidas, al igual que mantener a Ladon encarcelado, encontrando las cuatro gemas. Cada uno de los cuatro personajes seleccionables posee un prólogo específico que introduce los eventos del juego, en los cuales los cuatro personajes resultan encarcelados inevitablemente en el calabozo del castillo Deva. Luego de escapar, los personajes reciben un ultimátum: trabajar para Zavkiel para recuperar las cuatro gemas y, como resultado, que se cumplan sus deseos, o volver a ser encarcelados. Luego de elegir la primera opción, la aventura comienza.
Cada uno de los personajes tiene su propia historia de fondo y motivaciones. Daza, el guerrero, es el último miembro restante de la tribu de los minotauros; Ecne, la pistolera, está en una misión para encontrar a su hermano mayor; Morpice, el mago, fue acogido y posteriormente entrenado por el mago Zealous tras quedar huérfano; y Lu, el paladín, quiere salvar a su abuelo.

## Jugabilidad
De forma semejante a su predecesor, Zenonia 2 todavía dispone de combate en tiempo real y exploración. El jugador dispondrá de cuatro personajes para escoger: Daza, Ecne, Morpice, y Lu. Daza es un guerrero de clase cuerpo a cuerpo con fuerza y velocidad altas, pero defensa baja. Ecne es una pistolera de clase rango con alta evasión y poder de ataque, pero defensa baja. Morpice es un mago de clase rango que depende de sus SP (skill points o puntos de habilidad) para realizar ataques mágicos. Lu es un paladín de clase cuerpo a cuerpo con defensa alta y hechizos de curación, pero poco poder de ataque. Todos los personajes son controlados utilizando la cruceta virtual, que se encuentra en la esquina inferior izquierda de la pantalla. Se puede ajustar con el botón de acción ubicado en la esquina inferior derecha de la pantalla. Zenonia 2 adhiere a la fórmula de juegos de rol de acción, con búsquedas, árboles de habilidad, aumentos de niveles, y batallas. También posee un sistema de jugador contra jugador, en el cual los usuarios podrán probar a sus personajes contra los personajes de otros usuarios.

## Recepción
Zenonia 2 ha tenido una recepción muy positiva. Ha recibido un 7/10 de parte de Pocket Gamer, ganando un premio de bronce, pero recibiendo criticismo por la falta de cambios sustanciales del primer juego. Slide to Play le dio un 4/4, etiquetándolo como un título «Imprescindible» y diciendo que «el primer juego de iPhone en cambiar a los RPG está de vuelta y nuevamente subiendo la barra». 148Apps le dio al juego 4 de 5 estrellas, diciendo que, aunque Zenonia 2 ya no fuese el mejor RPG de su época en la App Store como su predecesor, aún fue «...un juego tradicional y excelente en un mundo de vieja escuela».